# Óscar Javier Tabuenka
Óscar Javier Tabuenka Berges (Bilbao, Vizcaya, 21 de abril de 1971), conocido como Tabuenka es un exfutbolista español que se desempeñaba en la demarcación de central y lateral derecho. A lo largo de su trayectoria jugó en el Athletic Club, la S. D. Compostela, el Granada C. F. y el C. D. Aurrera. Fue internacional sub-21 en una ocasión.

## Trayectoria
Óscar Javier Tabuenka se formó en la cantera del Athletic Club, donde progresó rápidamente (siendo juvenil jugó con el Bilbao Athletic) y debutó con tan solo 19 años en el primer equipo, el 28 de octubre de 1990, contra el R. C. D. Mallorca, encuentro que terminó con victoria bilbaína por dos goles a cero. El defensa bilbaíno se consolidó en el primer equipo en la temporada 91/92, disputando 15 partidos y anotando 4 goles. Su presencia irregular a lo largo de su estancia en el Athletic Club, debido a las numerosas lesiones sufridas, no le impidió superar el centenar de partidos con el club rojiblanco. El 12 de octubre de 1996, con Luis Fernández en el banquillo, sufrió una grave lesión en la rodilla derecha que, a pesar de su recuperación, no le permitió volver a contar con la confianza del técnico.
En la temporada 97/98 tras no jugar ningún minuto con los rojiblancos en la primera parte del campeonato, hizo que tomara rumbo a Santiago y fichara por la S.D. Compostela, con quienes disputó una campaña y media, una en 1.ª División y otra en 2.ª División, tras no conseguir la salvación. En verano de 1999 fichó por el Granada C.F., club de 2.ªB , con el que disputó dos temporadas, consiguiendo el campeonato del grupo andaluz en la 99-00 y quedándose en las puertas del ascenso a Segunda División. Después de 2 temporadas en tierras andaluzas, decidió abandonar la entidad nazarí y regresar al País Vasco para fichar por el C.D. Aurrera (2.ªB). Tras disputar solamente 10 partidos y debido a una nueva lesión en la rodilla, se vio obligado a colgar las botas.
Una vez retirado, Tabuenka fue nombrado segundo entrenador del primer equipo (entrenado por Iñaki Ocenda) y coordinador deportivo, abandonando ambos cargos al terminar la temporada por el descenso administrativo del club rojillo por impagos.
Tras su retirada, fue comentarista de los partidos del Athletic en la desaparecida Punto Radio y posteriormente en Radio Marca. Actualmente es colaborador de El Correo analizando los partidos del Athletic Club.

### Trayectoria como entrenador
Del 2007 al 2010 entrenó en el Danok Bat, club de referencia en el fútbol base vizcaíno, en el que dirigió dos temporadas a juveniles y otra a cadetes, logrando la Copa Vasca Cadete por primera vez en la historia del club de Fika. Del 2010 al 2013 dirigió la JD Somorrostro en la categoría División de Honor Regional. En su primera campaña consiguió el segundo puesto y quedó muy cerca de conseguir el ascenso a Tercera División. Del 2013 al 2015 llevó las riendas de la SD Erandio, club con el que consiguió el ascenso a Tercera División en su primer año. La segunda campaña no fue tan fructífera y regresaron a División de Honor.
Después pasó a ser seleccionador de Euskadi sub-16, donde consiguieron llegar a la fase final, cayendo en la tanda de penaltis ante la Comunidad Valenciana en semifinales. En abril de 2018 dirigió al combinado de Euskadi sub-18 que acabó como subcampeona de España, tras perder la final por 0 a 3.

## Clubes
| Club                   | Categoría          | País   | Año       | Partidos | Goles |
| ---------------------- | ------------------ | ------ | --------- | -------- | ----- |
| Bilbao Athletic        | Segunda División   | España | 1989-1990 | 3        | 0     |
| Bilbao Athletic        | Segunda División   | España | 1990-1991 | 9        | 0     |
| Athletic Club          | Primera División   | España | 1990-1991 | 4        | 0     |
| Athletic Club          | Primera División   | España | 1991-1992 | 15       | 4     |
| Athletic Club          | Primera División   | España | 1992-1993 | 10       | 0     |
| Athletic Club          | Primera División   | España | 1993-1994 | 23       | 0     |
| Athletic Club          | Primera División   | España | 1994-1995 | 19       | 1     |
| Athletic Club          | Primera División   | España | 1995-1996 | 23       | 1     |
| Athletic Club          | Primera División   | España | 1996-1997 | 4        | 0     |
| Athletic Club          | Primera División   | España | 1997-1998 | 0        | 0     |
| SD Compostela          | Primera División   | España | 1997-1998 | 17       | 1     |
| SD Compostela          | Segunda División   | España | 1998-1999 | 25       | 4     |
| Granada Club de Fútbol | Segunda División B | España | 1999-2000 | 27       | 2     |
| Granada Club de Fútbol | Segunda División B | España | 2000-2001 | 20       | 2     |
| Aurrera de Vitoria     | Segunda División B | España | 2001-2002 | 10       | 0     |